# Drew Gehling
Andrew Shearer Gehling (ur. 16 października 1982) – amerykański aktor teatralny i filmowy, najbardziej znany z roli Dr. Pomattera z wystawianego na Boradway'u musicalu Waitress oraz z podkładania głosu w grze Bully.

## Życie prywatne
Poślubił Sarę Jean Ford. Mają jedną córkę, Anne Kelly Gehling.

## Aktorstwo
| Rok  | Dzieło                        | Rola                        |
| ---- | ----------------------------- | --------------------------- |
| 2006 | Bully                         | Gord Vendome                |
| 2012 | Rockefeller Plaza 30          | Bradley Tarkin Jr.          |
| 2013 | 67th Tony Awards              | Grał sam siebie (prezenter) |
| 2013 | Muhammad Ali's Greatest Fight | Duchowny                    |
| 2013 | Smash                         | Barman                      |
| 2014 | Death Note: The Musical       | L                           |
| 2016 | Elementary                    | Caden Barrymore             |
| 2018 | Unbreakable Kimmy Schmidt     | Danford                     |